# Мајкл Овен
Мајкл Овен (енгл. Michael Owen; Честер, 14. децембар 1979) је бивши енглески фудбалер. Играо је на позицији нападача.
У каријери је наступао за Ливерпул, Реал Мадрид, Њукасл јунајтед, Манчестер јунајтед и Стоук Сити. За репрезентацију Енглеске је постигао 40 голова на 89 одиграних утакмица. Седми је на листи играча са највише наступа, а четврти на листи најбољих стрелаца свих времена Енглеског националног тима.

## Каријера

### Ливерпул
Са 13 година, када је Овен почео похађати средњу школу, стекао је право да потпише ученички уговор са неким клубом. Имао је разговоре са Челсијем, Манчестер јунајтедом и Арсеналом, пре него што је на крају потписао за Ливерпул, клуб који га је убедио да са 14 година крене у ФА Школу изврсности у Лилешалу, Шропшир.
Ливерпул је потписао уговор са Овеном након што је дипломирао у Лилешалу са 16 година, и придружио се клубу у шеми обуке за младе. Звезда тријумфа Ливерпула у ФА купу за младе, постигавши гол у финалу против Вест Хем јунајтеда тима који је имао играче као што су Френк Лампард и Рио Фердинанд, након чега је брзо напредовао кроз млађе категорије на Анфилду. Након четири месеца, потписао је професионалне обрасце за сениорски тим одмах након његовог седамнаестог рођендана 18. децембра 1996.
Деби за први тим Ливерпула је имао против Вимблдона у мају 1997. године, када је ушао као замена и постигао гол. Због повреде Робија Фаулера, одмах је убачен у акцију као стандардан првотимац у сезони 1997/98. Прво гол у европским такмичењима је постигао против Селтика у УЕФА купу, а свој први професионални хет-трик је забележио у Лига купу против Гримсби тауна. А први хет-трик у Премијер лиги је дошао касније те сезоне у мечу са Шефилд венсдејом. Овен је завршио ту сезону 1997/98. као најбољи стрелац Премијер лиге, позицију делио са Крисом Сутоном и Дионом Даблином, постигавши осамнаест голова, и био је проглашен за ПФА младог играча године од стране колега професионалаца.
Сезона 1998/99. се показала као још једна добра сезона за Овена, пошто је постигао 23 гола у 40 мечева за Ливерпул. Упркос његовој форми, Ливерпул није био у могућности да се бори за титулу, и њихово седмо место није било довољно ни да обезбеде место у УЕФА купу. Овен је повредио колено у лигашкој утакмици против Лидс јунајтеда 12. априла, што се показало као тежа повреда па је морао раније да заврши са играма те сезоне.
Следећа сезона је била фрустрирајућа за Овена пошто је био повређен дужи временски период, али је ипак успео да постигне 12 голова и помогне Ливерпулу да се квалификује за УЕФА куп.
У сезони 2000/01. је помогао клубу у једној од најуспешнијих сезона у последње време. Тим је освојио Лига куп, ФА куп и УЕФА куп, са Овенова два гола у последњих неколико минута финала ФА купа против Арсенала, када је са 1-0 за Арсенал преокренуо резултат на 2-1 у корист Ливерпула.
Освајање ФА купа и УЕФА купа је омогућило Ливерпулу да игра Комјунити Шилд и УЕФА суперкуп на почетку сезоне 2001/02. Ливерпул је победио у оба меча, а Овен је постигао други гол у победи од 2-1 над Манчестер јунајтедом у Комјунити шилду и трећи гол у УЕФА суперкупу против Европског првака Бајерн Минхена. Ливерпул је тако постао први енглески тим који је освојио пет трофеја у једној календарској години. На крају године, Овен је постао први енглески фудбалер у последњих двадесет година и први играч Ливерпула икада који је освојио Златну лопту (Европски фудбалер године). Такође је проглашен за најбољег играча света 2001. у избору магазина Ворлд Сокер, он је једини Енглез који је освојио ту награду и први играч из Премијер лиге. Стоти гол за Ливерпул је постигао 21. децембра 2001. против Вест Хем јунајтеда. Ливерпул је завршио као други у сезони 2001/02., а Овен је играо кључну улогу у том успеху, постигавши 28 голова.
У сезони 2002/03. Овен је поново био у врхунској форми постигавши 28 голова. Ливерпул је био на врху табеле и по први пут у последњих неколико година је изгледа као прави кандидат за титулу, али серијом лоших резултата на крају сезоне је завршио тек на петом месту.
И поред повреда у сезони 2003/04. успео је ипак да постигне 19 голова, постигавши 150 гол за клуб 15. фебруара 2004. против Портсмута, али иначе то је била суморна сезона за њега и Ливерпул.
Следећи одлазак Жерара Улијеа са места менаџера Ливерпула, почеле су спекулације о одласку Овена из клуба. Од 1998. Овен је био најбољи стрелац Ливерпула у свакој сезони осим те сезоне када је напустио клуб. Потписао је са Реал Мадридом уговор 13. августа 2004. за накнаду од 8 милиона фунти и замену за Антонио Нуњеза који је прешао у Ливерпул.

### Реал Мадрид
Следећи њихову успешну понуду, Овен је представљен у Реал Мадриду са бројем 11. Овен је имао спор почетак каријере у Мадриду. Често је био ограничен само на клупу и добијао је критике од навијача и шпанске штампе због недостатка форме. Успешан повратак у акцију са енглеским националним тимом октобра 2004. као да је оживео његов морал, и у првом следећем мечу је постигао први гол за клуб, победнички гол у победи од 1-0 над Динамо Кијевом у Лиги шампиона. Недељу дана касније је постигао први гол у Шпанској лиги у победи од 1-0 над Валенсијом. Голгетерски низ се наставио, пошто је био стрелац у наредна три од четири меча па је укупно постигао пет голова у седам узастопних мечева. Сезону је завршио са 13 голова у Ла Лиги, са највећим односом голова те сезоне у односу на број одиграних минута. Након што је Реал потписао уговоре са два Бразилца лета 2005. године, Робињом и Жулио Баптистом, порасле су спекулације да ће се Овен вратити у Премијер лигу. Током свог времена у Реал Мадриду Овен је постигао укупно 14 голова у 41-ој утакмици.

### Њукасл јунајтед
Дана 31. августа 2005. Овен потписује уговор на четири године са Њукасл јунајтедом, упркос почетним спекулацијама штампе да би он радије хтео да се врати у Ливерпул. Око 20.000 навијача је било присутно на домаћем терену Њукасла, Сент Џејмс парку, приликом званичног представљања Овена као новог играча Њукасла. Неколико дана након потписивања се повредио, што га је онемогућило да игра на почетку сезоне 2005/06. Први гол за Њукасл је постигао током другог наступа, други гол у победи од 3-0 над Блекберн роверсом 18. септембра. Први хет-трик је постигао у победи Њукасла од 4-2 против Вест Хема 17. децембра.
Дана 31. децембра 2005. је поломио метатарзалну кост у свом стопалу, у мечу против Тотенхем хотспура, па је због те повреде пропустио скоро целу сезону и прву следећу утакмицу одиграо тек 24. априла 2006. против Бирмингем ситија, када је ушао са клупе и 62-ом минуту. 
Оштећење предњег укрштеног лигамента у његовом десном колену, задобијено у првом минуту утакмице групне фазе против Шведске на Светском првенству 2006., удаљило је Овена од фудбала на скоро годину дана, до априла 2007. године. Повратак на терен је имао 10. априла 2007. у пријатељској утакмици са Гретном, када је постигао гол. 29. августа 2007. Овен је постигао први такмичарски гол за Њукасл од децембра 2005. у мечу Карлинг купа против Барнслија. Три дана касније је против Виган атлетика постигао гол и у лигашкој утакмици. У сезони 2007/08. Овен је укупно постигао 11 голова чиме је завршио на 13-ом месту листе стрелаца Премијер лиге те сезоне.
У оквиру правила трансфера, пошто је сезона 2008/09. била последња година уговора са Њукаслом, Овену је било дозвољено да потпише предуговор са неким другим клубом током јануара. Након катастрофалне сезоне за клуб, која је кулминирала довођењем бивше играча Њукасла Алана Ширера као привременог тренера за последњих осам утакмица у сезони, на крају сезоне је ипак Њукасл испао у нижи ранг по први пут у последњих 15 година. 22. јуна Овен је потврдио да неће продуживати уговор са Њукаслом, због жеље да се пресели у неки други клуб Премијер лиге, или неки страни клуб. Речено је да Овен неће почети преговоре ни са једним клубом до 30. јуна, када му истиче уговор са Њукаслом, јер ће тада постати слободан играч.

### Манчестер јунајтед
Дана 3. јула 2009, објављено је да је Овен потписао уговор на две године са Манчестер јунајтедом. Овену је дат број 7 који је остао упражњен одласком Кристијана Роналда у Реал Мадрид. Први гол за Манчестер је постигао на свом дебију, постигавши у 84-ом минуту пријатељске утакмице против Малезијске XI; после тога постигао је још три гола у пре-сезонским утакмицама. Лигашки деби је имао против Бирмингем ситија 16. августа када је ушао као замена, а први такмичарски гол је постигао 22. августа против Виган атлетика. Други гол за Манчестер је постигао, први на Олд Трафорду, против локалног ривала Манчестер ситија након што је ушао као замена уместо Димитра Бербатова, а победнички гол је постигао у шестом минуту надокнаде. 3. новембра Овен је постигао први гол у Лиги шампиона за Манчестер јунајтед, први гол Манчестера у ремију од 3-3 са ЦСКА Москвом. 8. децембра 2009. Овен је постигао први хет-трик за Манчестер, први хет-трик од 2005. године, у победи Манчестер јунајтеда од 3-1 у гостима против Волфсбурга у мечу Лиге шампиона. 28. фебруара 2010, Овен је постигао гол у победи Манчестера од 2-1 против Астон Виле у финалу Енглеског Лига купа 2010., али се на том мечу такође повредио па је био замењен. Прво се мислило да је то мања повреда, али је 5. марта објављено да је Овену потребна операција његове тетиве, па због тога неће моћи да игра до краја сезоне.

## Репрезентација
Дебитовао је за сениорску репрезентацију Енглеске 11. фебруара 1998. у пријатељској утакмици са Чилеом (2-0 за Чиле). Играјући ову утакмицу Овен је постао најмлађи играч који је представљао Енглеску у 20. веку са 18 година и 59 дана старости. Он је такође био најмлађи играч који је био стрелац за Енглеску постигавши гол у пријатељској утакмици против Марока пре Светског првенства 1998., али је тај рекорд надмашио Вејн Руни 2003. године.
Са репрезентацијом је учествовао на три Светска првенства (1998, 2002. и 2006) и два Европска (2000. и 2004). Укупно је одиграо 89 утакмица и постигао 40 голова. Овен је четврти на листи најбољих стрелаца свих времена за енглески тим, иза Бобија Чарлтона (49), Герија Линекера (48) и Џими Гривса (44). Постигао је рекордних 26 голова за национални тим у такмичарским утакмицама и био је капитен Енглеске 7 пута.

### Голови за репрезентацију
| Гол | Датум               | Место                              | Противник     | Резултат            | Такмичење                 | Голова |
| --- | ------------------- | ---------------------------------- | ------------- | ------------------- | ------------------------- | ------ |
| 1   | 27. мај 1998.       | Стадион Мохамед V, Казабланка      | Мароко        | 1-0                 | Пријатељска               | 1      |
| 2   | 22. јун 1998.       | Стадион Мунисипал, Тулуз           | Румунија      | 1-2                 | Светско првенство 1998.   | 1      |
| 3   | 30. јун 1998.       | Стадион Жифрој-Гишард, Сент Етјен  | Аргентина     | 2-2 (3-4 на пенале) | Светско првенство 1998.   | 1      |
| 4   | 14. октобар 1998.   | Стадион Жози Бартел, Луксембург    | Луксембург    | 3-0                 | Квалификације за ЕП 2000. | 1      |
| 5   | 4. септембар 1999.  | Стадион Вембли, Лондон             | Луксембург    | 6-0                 | Квалификације за ЕП 2000. | 1      |
| 6   | 27. мај 2000.       | Стадион Вембли, Лондон             | Бразил        | 1-1                 | Пријатељска               | 1      |
| 7   | 20. јун 2000.       | Стадион ду Пеј де Шарлроа, Шарлроа | Румунија      | 2-3                 | ЕВРО 2000.                | 1      |
| 8   | 2. септембар 2000.  | Стад де Франс, Париз               | Француска     | 1-1                 | Пријатељска               | 1      |
| 9   | 24. март 2001.      | Енфилд, Ливерпул                   | Финска        | 2-1                 | Квалификације за СП 2002. | 1      |
| 10  | 28. март 2001.      | Кемал Стафа, Тирана                | Албанија      | 3-1                 | Квалификације за СП 2002. | 1      |
| 11  | 1. септембар 2001.  | Олимпијски стадион, Минхен         | Немачка       | 1-5                 | Квалификације за СП 2002. | 3      |
| 14  | 5. септембар 2001.  | Сент Џејмс парк, Њукасл            | Албанија      | 2-0                 | Квалификације за СП 2002. | 1      |
| 15  | 17. април 2002.     | Енфилд, Ливерпул                   | Парагвај      | 4-0                 | Пријатељска               | 1      |
| 16  | 21. мај 2002.       | Стадион Џеџу, Согвипо              | Јужна Кореја  | 1-1                 | Пријатељска               | 1      |
| 17  | 15. јун 2002.       | Стадион Нигата, Нигата             | Данска        | 3-0                 | Светско првенство 2002.   | 1      |
| 18  | 21. јун 2002.       | Стадион Шизуока, Шизуока           | Бразил        | 1-2                 | Светско првенство 2002.   | 1      |
| 19  | 12. октобар 2002.   | Техелне поле, Братислава           | Словачка      | 2-1                 | Квалификације за ЕП 2004. | 1      |
| 20  | 29. март 2003.      | Стадион Рејнпарк, Вадуц            | Лихтенштајн   | 2-0                 | Квалификације за ЕП 2004. | 1      |
| 21  | 11. јун 2003.       | Стадион Риверсајд, Мидлсбро        | Словачка      | 2-1                 | Квалификације за ЕП 2004. | 2      |
| 23  | 20. август 2003.    | Портман Роуд, Ипсвич               | Хрватска      | 3-1                 | Пријатељска               | 1      |
| 24  | 10. септембар 2003. | Олд Трафорд, Манчестер             | Лихтенштајн   | 2-0                 | Квалификације за ЕП 2004. | 1      |
| 25  | 1. јун 2004.        | Градски стадион, Манчестер         | Јапан         | 1-1                 | ФА летњи турнир 2004.     | 1      |
| 26  | 24. јун 2004.       | Стадион да Луж, Лисабон            | Португалија   | 2-2 (5-6 на пенале) | Европско првенство 2004.  | 1      |
| 27  | 18. август 2004.    | Сент Џејмс парк, Њукасл            | Украјина      | 3-0                 | Пријатељска               | 1      |
| 28  | 13. октобар 2004.   | Стадион Тофика Бахрамова, Баку     | Азербејџан    | 1-0                 | Квалификације за СП 2006. | 1      |
| 29  | 26. март 2005.      | Олд Трафорд, Манчестер             | Северна Ирска | 4-0                 | Квалификације за СП 2006. | 1      |
| 30  | 31. мај 2005.       | Стадион Џајанста, Ист Рутерфорд    | Колумбија     | 3-2                 | Пријатељска               | 3      |
| 33  | 12. октобар 2005.   | Олд Трафорд, Манчестер             | Пољска        | 2-1                 | Квалификације за СП 2006. | 1      |
| 34  | 12. новембар 2005.  | Стадион Женева, Женева             | Аргентина     | 3-2                 | Пријатељска               | 2      |
| 36  | 3. јун 2006.        | Олд Трафорд, Манчестер             | Јамајка       | 6-0                 | Пријатељска               | 1      |
| 37  | 6. јун 2007.        | А. Ле Кок Арена, Талин             | Естонија      | 3-0                 | Квалификације за ЕП 2008. | 1      |
| 38  | 8. септембар 2007.  | Стадион Вембли, Лондон             | Израел        | 3-0                 | Квалификације за ЕП 2008. | 1      |
| 39  | 12. септембар 2007. | Стадион Вембли, Лондон             | Русија        | 3-0                 | Квалификације за ЕП 2008. | 2      |

## Статистика
Од 28. фебруара 2010.
| Клуб               | Сезона   | Лига   | Лига | Куп    | Куп  | Лига куп | Лига куп | Европа | Европа | Остало | Остало | Укупно | Укупно |
| Клуб               | Сезона   | Утакм. | Гол. | Утакм. | Гол. | Утакм.   | Гол.     | Утакм. | Гол.   | Утакм. | Гол.   | Утакм. | Гол.   |
| ------------------ | -------- | ------ | ---- | ------ | ---- | -------- | -------- | ------ | ------ | ------ | ------ | ------ | ------ |
| Ливерпул           | 1996/97. | 2      | 1    | 0      | 0    | 0        | 0        | 0      | 0      | 0      | 0      | 2      | 1      |
| Ливерпул           | 1997/98. | 36     | 18   | 0      | 0    | 4        | 4        | 4      | 1      | 0      | 0      | 44     | 23     |
| Ливерпул           | 1998/99. | 30     | 18   | 2      | 2    | 2        | 1        | 6      | 2      | 0      | 0      | 40     | 23     |
| Ливерпул           | 1999/00. | 27     | 11   | 1      | 0    | 2        | 1        | 0      | 0      | 0      | 0      | 30     | 12     |
| Ливерпул           | 2000/01. | 28     | 16   | 5      | 3    | 2        | 1        | 11     | 4      | 0      | 0      | 46     | 24     |
| Ливерпул           | 2001/02. | 29     | 19   | 2      | 2    | 0        | 0        | 12     | 5      | 2      | 2      | 45     | 28     |
| Ливерпул           | 2002/03. | 35     | 19   | 2      | 0    | 4        | 2        | 13     | 7      | 1      | 0      | 55     | 28     |
| Ливерпул           | 2003/04. | 29     | 16   | 3      | 1    | 0        | 0        | 6      | 2      | 0      | 0      | 38     | 19     |
| Ливерпул           | Укупно   | 216    | 118  | 15     | 8    | 14       | 9        | 52     | 21     | 3      | 2      | 297    | 158    |
| Реал Мадрид        | 2004/05. | 35     | 13   | 4      | 2    | –        | –        | 4      | 1      | 0      | 0      | 43     | 16     |
| Реал Мадрид        | Укупно   | 35     | 13   | 4      | 2    | –        | –        | 4      | 1      | 0      | 0      | 43     | 16     |
| Њукасл јунајтед    | 2005/06. | 11     | 7    | 0      | 0    | 0        | 0        | 0      | 0      | 0      | 0      | 11     | 7      |
| Њукасл јунајтед    | 2006/07. | 3      | 0    | 0      | 0    | 0        | 0        | 0      | 0      | 0      | 0      | 3      | 0      |
| Њукасл јунајтед    | 2007/08. | 29     | 11   | 3      | 1    | 1        | 1        | 0      | 0      | 0      | 0      | 33     | 13     |
| Њукасл јунајтед    | 2008/09. | 28     | 8    | 2      | 0    | 2        | 2        | 0      | 0      | 0      | 0      | 32     | 10     |
| Њукасл јунајтед    | Укупно   | 71     | 26   | 5      | 1    | 3        | 3        | 0      | 0      | 0      | 0      | 79     | 30     |
| Манчестер јунајтед | 2009/10. | 19     | 3    | 1      | 0    | 4        | 2        | 6      | 4      | 1      | 0      | 31     | 9      |
| Манчестер јунајтед | Укупно   | 19     | 3    | 1      | 0    | 4        | 2        | 6      | 4      | 1      | 0      | 31     | 9      |
| Укупно             | Укупно   | 341    | 160  | 25     | 11   | 21       | 14       | 62     | 26     | 4      | 2      | 450    | 213    |

## Награде

#### Ливерпул
- ФА куп (1): 2001.
- Енглески Лига куп (2): 2001, 2003.
- ФА Комјунити шилд (1): 2001.
- УЕФА куп (1): 2001.
- УЕФА суперкуп (1): 2001.
- ФА куп за младе (1): 1996.

#### Манчестер јунајтед
- Енглески Лига куп (1): 2010.
- Прва лига Енглеске / Премијер лига  (1): 2011.

#### Репрезентација
- ФА летњи турнир: 2004.

#### Индивидуалне
- ПФА млади играч године: 1998.
- Заједнички најбољи стрелац Премијер лиге: 1998, 1999.
- ББС спортска личност године: 1998.
- Златна лопта (Ballon d‘Or): 2001.
- Домаћи тим деценије - (1992/93 - 2001/02)
- ФИФА 100